# Ed Walsh
Edward Augustine „Ed“ Walsh (* 14. Mai 1881 in Plains, Pennsylvania; † 26. Mai 1959 in Pompano Beach, Florida) war ein US-amerikanischer Baseballspieler und -manager in der Major League Baseball (MLB). Sein Spitzname war Big Ed.

## Biografie
Der rechtshändige Pitcher Ed Walsh begann seine Karriere in der American League am 7. Mai 1904 bei den Chicago White Sox. Einen regulären Stammplatz im Team konnte sich Walsh allerdings erst 1906 erobern. In diesem Jahr konnte er 17 Spiele bei 13 Niederlagen gewinnen und den White Sox zum Einzug in die World Series gegen die Chicago Cubs helfen. Zehn seiner siebzehn Siege in der regulären Saison waren sogar Shutouts. In der World Series ließ er in Spiel zwei nur zwei Basehits bei 12 Strikeouts zu, ebenso konnte er das fünfte Spiel für sich entscheiden.
Seine größte Saison hatte Walsh 1908. Er gewann 40 Spiele bei nur 15 Niederlagen und war somit für 45,5 % von Chicagos 88 Siegen verantwortlich. 269 Strikeouts, 6 Saves und ein ERA von 1.42 waren ebenfalls für diese Zeit herausragende statistische Werte.
Zwei No-Hitter konnte Walsh ebenfalls für sich verbuchen. Am 26. Mai 1907 gelang ihm dies gegen die New York Highlanders, allerdings ging dieses Spiel nur über fünf Innings. Einen No-Hitter in einem Spiel über neun Innings warf Walsh am 27. August 1911 gegen die Boston Red Sox bei einem 5:0-Sieg.
Allerdings hatten sich bereits 1909 Schwierigkeiten mit seinem Wurfarm gezeigt, die sicherlich von der Überanstrengung in den vergangenen Spielzeiten herrührten. So wurden seine Leistungen immer schwächer, so dass er von den White Sox 1916 entlassen wurde. 1917 versuchte er ein Comeback in der National League bei den Boston Braves, welches allerdings auch nur 18 Innings andauerte.
Nach diesem Jahr warf und managte er im Minor League Baseball. 1922 war er für ein Jahr als Umpire in der American League tätig. 1924 war er für drei Spiele als Manager für die White Sox verantwortlich, für die er die meiste Zeit der 1920er Jahre als Coach tätig war.
Sein ERA von 1.84 über seine gesamte Laufbahn ist der niedrigste in der Geschichte der MLB, kann aber nicht offiziell gewertet werden, da diese Statistiken erst ab 1913 regulär geführt wurden.
1946 wurde Ed Walsh durch das Veterans Committee in die Baseball Hall of Fame aufgenommen. 1959 verstarb er im Alter von 78 Jahren.